# Téléphérique de Beppu

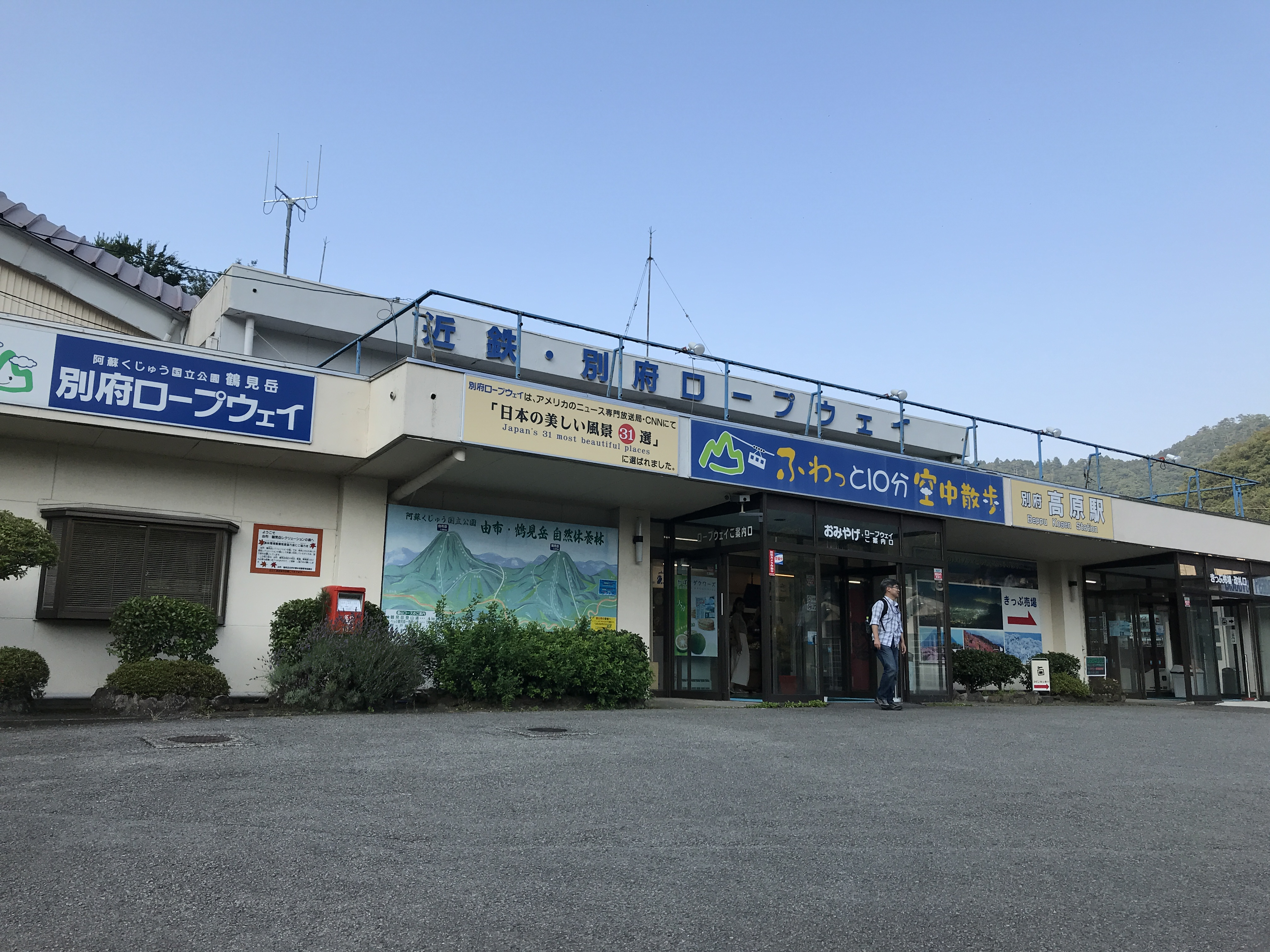
Station du téléphérique de Beppu

Le téléphérique de Beppu (別府ロープウェイ, Beppu rōpuwei) est un téléphérique situé à Beppu, plus précisément non loin du début du parc national d'Aso-Kujū. Il permet d'accéder au mont Tsurumi. Exploité par Beppu Ropeway, une filiale de Kintetsu Group (en), il a été mis en service le 21 décembre 1962 et fonctionne toute l'année. Il s'agit d'ailleurs du plus grand téléphérique du Kyūshū.